# Gersdorffita
La gersdorffita es un mineral de la clase de los minerales sulfuros, y dentro de esta pertenece al llamado “grupo de la cobaltita”. Fue descubierta en 1843 en una mina del municipio de Schladming (Austria), siendo nombrada por el químico Alexander Löwe en honor de J. R. Ritter von Gersdorff, propietario de la mina de níquel donde se descubrió. Sinónimos poco usados son: amoibita, dobschauita o pirita de níquel.

## Características químicas
Es un sulfuro-arseniuro de níquel, que cristaliza en el isométrico. Forma una serie de solución sólida con la cobaltita (CoAsS), en la que la sustitución gradual del níquel por cobalto va dando los distintos minerales de la serie. Además de los elementos de su fórmula, suele llevar como impurezas: hierro, cobalto, antimonio y cobre.

## Formación y yacimientos
Aparece en depósitos de vetas de alteración hidrotermal, formado a temperaturas medias.
Suele encontrarse asociado a otros minerales, comúnmente a níquelskutterudita y siderita, y menos comúnmente a niquelina, cobaltita, ullmannita, maucherita, lollingita, minerales del platino, millerita, pirita, marcasita o calcopirita.